# Eerste zonsopgang

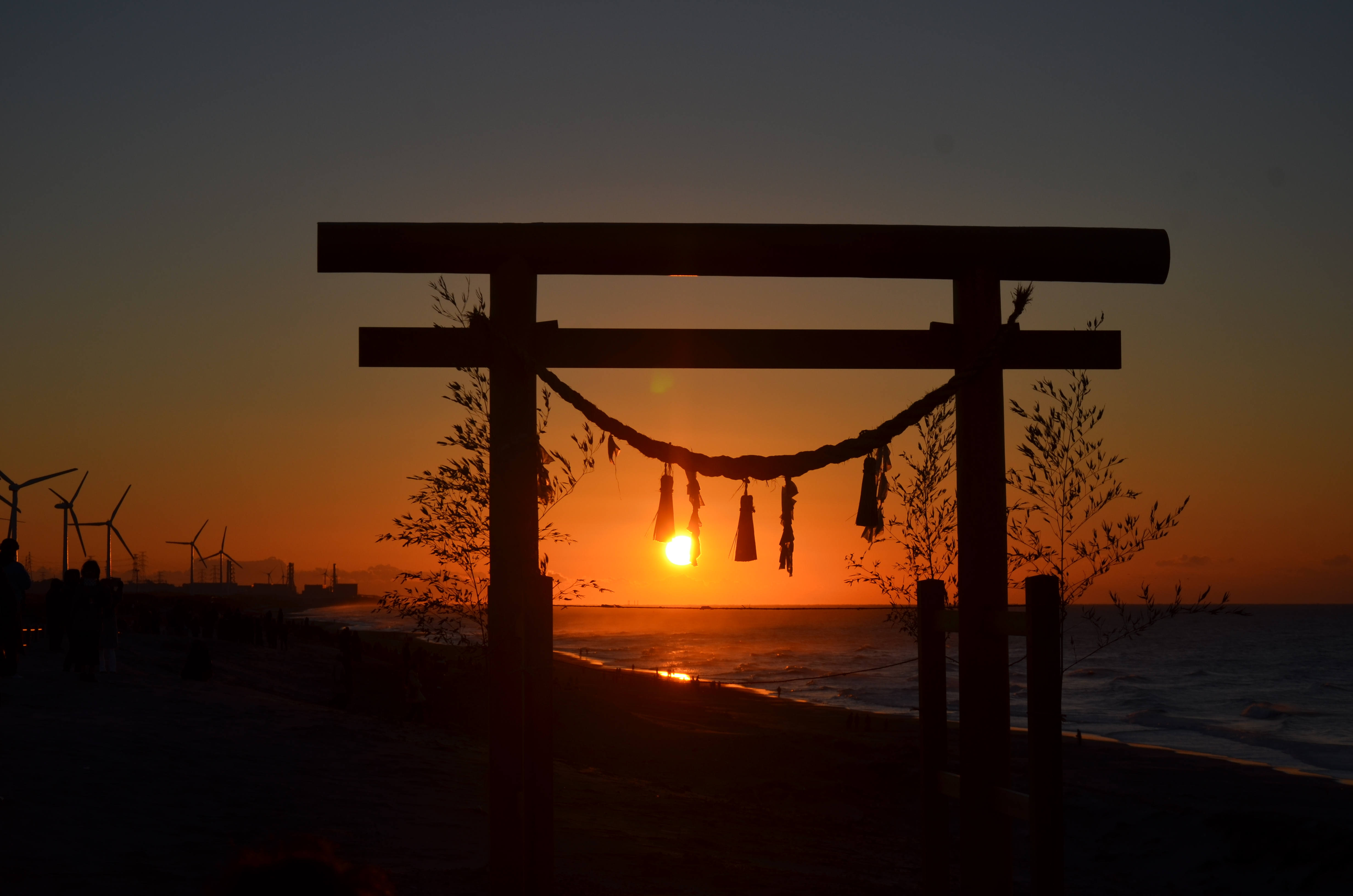
De eerste zonsopgang en torii in Kakegawa, Japan

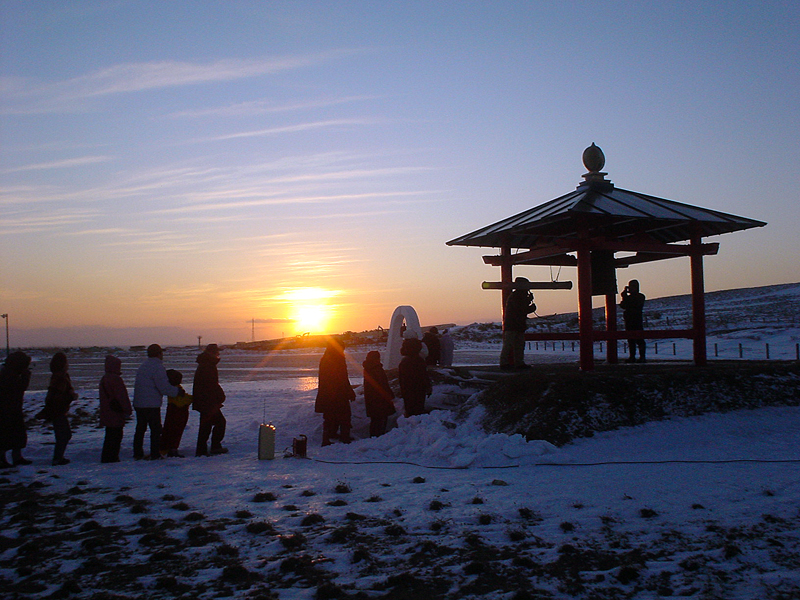
De eerste zonsopgang van het jaar bekijken en bidden voor wereldvrede in Wakkanai, Hokkaido, Japan

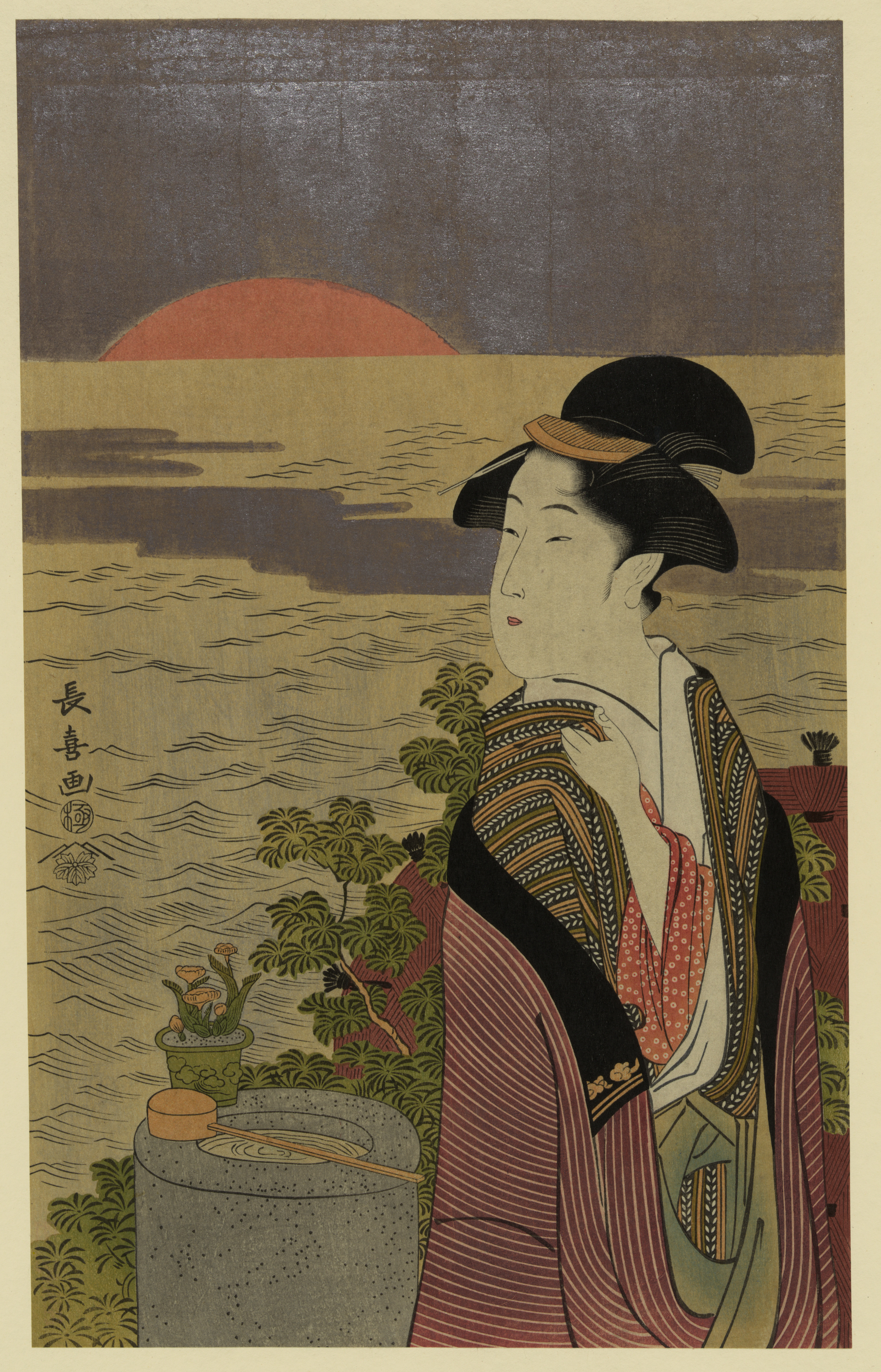
Het bekijken van de eerste zonsopgang van het jaar was een populair tijdverdrijf tijdens de Edoperiode.

De eerste zonsopgang verwijst naar de gewoonte om de eerste zonsopgang van het jaar te observeren. Zo'n gewoonte kan gewoon een observatie van de zonsopgang op een speciale dag zijn, of een religieuze betekenis hebben voor degenen die de zon aanbidden, zoals de volgelingen van traditionele religies in Korea en Japan en de Inuit, Joepiken, Aleoeten, Tsjoektsjen en de Inupiaq binnen de poolcirkel, om te bidden voor geluk.

## Japan
In Japan is de waarneming van de eerste zonsopgang van het jaar op de eerste dag van de oude kalender onderdeel van de traditionele shintoïstische eredienst van Amaterasu, de zonnegodin. In de 21e eeuw organiseren Japanse reisbureaus reizen om de vroegste eerste zonsopgang van het jaar op de nieuwe gregoriaanse kalender te observeren op de meest oostelijke Bonin-eilanden van de Japanse archipel. Op het Japanse eiland Honshu kan men de vroegste eerste zonsopgang waarnemen vanaf de Kaap Nagasaki.

## Mongolië
In Mongolië is er een gewoonte om de eerste zonsopgang op de eerste dag van het jaar te vieren op de top van de berg van de Mongoolse lunisolaire kalender, algemeen bekend als Tsagaan Sar. De feestdag heeft sjamanistische invloeden.

## Korea
In Korea is er ook een gewoonte om de eerste zonsopgang op de eerste dag van het jaar te vieren, hetzij volgens de traditionele Koreaanse kalender, hetzij volgens de nieuwe kalender.

## Canada, Groenland, Rusland en de Verenigde Staten
Binnen de poolcirkel observeren de Inuit, Joepiken, Aleoeten, Tsjoektsjen en de Inupiaq de eerste zonsopgang op de eerste dag van het jaar door drie qulliqs (traditionele olielampen) te doven en ze opnieuw aan te steken. Dit is ter ere van de zon en de maan.